# Fiscalité romaine
La fiscalité romaine désigne l'ensemble des prélèvements fiscaux opérés par le pouvoir romain durant son histoire. À l'origine Rome est une cité-état se définissant comme res publica, les charges de la vie commune sont réparties entre les citoyens et ne se limitent pas aux aspects que l'on qualifieraient aujourd'hui de fiscaux : le citoyen doit se consacrer à sa cité, participer à son administration, dans la mesure de ses possibilités, la défendre comme soldat. C'est dans le cadre de ces charges - munera - que la cité peut décider un prélèvement fiscal direct ou indirect. Avec l'extension des territoires contrôlés par Rome et la construction progressive d'un empire la fiscalité directe est reportée sur les cités et les peuples soumis à Rome. Le prélèvement des impôts est effectué par des publicains dans le cadre d'un système d'affermage. À partir d'Auguste l'empereur contrôle l'essentiel des finances de l'empire à travers le fiscus, une administration fiscale se met progressivement en place, les publicains cédant la place progressivement à des conductores puis à une administration directe dirigée par des procurateurs. La crise du troisième siècle met à rude épreuve les finances de l'empire et contraint Dioclétien à profondément transformer la fiscalité impériale.

## Le Haut-Empire
Le règne d'Auguste engagea de nombreux changements dans le domaine fiscal, posant à bien des égards les principaux fondements de la fiscalité du Haut-empire romain. La réorganisation de l'Italie fixe son privilège fiscal : la terre italienne n'est pas soumise au tribut. En revanche le travail d'organisation administrative du premier empereur, les divers recensements effectués au cours du règne, et la réalisation d'opération d'arpentage, permet une perception plus efficace du tribut sur le sol provincial. Des impôts indirects sont aussi créés, comme le quarantième des Gaules vers -15. Surtout la mise en place d'une armée permanente professionnelle entraîne la nécessité de revenus importants pour l'état. Afin de garantir la démobilisation des soldats vétérans - qui recevaient alors un pécule destiné à assurer leur retraite - Auguste crée un impôt direct de 5 % sur les héritages : le vingtième des héritages (XX hereditatium).
L'économie de l'empire romain offrait de nombreuses occasions de prélèvements fiscaux. Les deux inscriptions dites Tables de Vipasca témoignent de l'encadrement fiscal des activités minières en Hispanie au début du deuxième siècle. La pratique de l'activité minière est sujette à divers prélèvements : le mineur doit payer le droit d'écriteau pour signaler son puits, racheter au fisc la moitié de la valeur de son puits, puis lui verser la moitié de la valeur du minerai extrait. La mine étant situé sur un domaine impérial, nombre d'activités générées par la présence des mineurs entraînent un revenu fiscal par l'intermédiaire de monopoles plus ou moins absolu conférés à des fermiers des impôts : vente aux enchères, thermes, cordonnerie, métier de barbier.

### Sources antiques
- Dion Cassius, Histoire romaine, LVI, 28 .